# Vận động đăng cai Thế vận hội
Ủy ban Olympic quốc gia sẽ lựa chọn các thành phố trong lãnh thổ quốc gia họ để xúc tiến vận động đăng cai một kỳ Thế vận hội. Việc tổ chức Thế vận hội dành cho người khuyết tật tự động bao gồm trong đó. Kể từ khi thành lập Ủy ban Olympic Quốc tế (IOC) năm 1894, tổ chức thành công trong việc sử dụng tên Thế vận hội Hy Lạp cổ đại để tạo ra một cuộc thi đấu thể thao hiện đại, các thành phố quan tâm sẽ được lựa chọn để tổ chức Thế vận hội Mùa hè hoặc Mùa đông.
Dưới đây là danh sách các thành phố đã từng xin vận động đăng cai bất kỳ một kỳ Thế vận hội Mùa hè và Mùa đông.  50 thành phố (bao gồm cả lặp lại) đã được chọn làm chủ nhà Thế vận hội kể từ khi nó được "tái sinh"; hai ở Đông  u, năm ở Đông Á, một ở Nam Mỹ, hai ở châu Đại Dương còng lại là ở Tây  y và Bắc Mỹ.  Chưa có bất kỳ thành phố ở châu Phi, Trung Mỹ, Trung Á, Trung Đông hay Nam Á nào được lựa chọn.
Thông thường các quyết định được công bố trong Phiên họp IOC xấp xỉ bảy năm trước giải đấu; ví dụ, Thế vận hội Mùa hè 2016 được trao cho Rio de Janeiro vào ngày 2 tháng 10 năm 2009, Thế vận hội Mùa đông 2018 trao cho Pyeongchang ngày 6 tháng 7 năm 2011, Thế vận hội Mùa hè 2020 trao cho Tokyo ngày 7 tháng 9 năm 2013, và  Thế vận hội Mùa đông 2022 được trao cho Bắc Kinh ngày 31 tháng 7 năm 2015.

## Thỏa thuận chung IOC – IPC
Tháng 6, 2001, Ủy ban Olympic quốc tế (IOC) và Ủy ban Paralympic quốc tế (IPC) ký một thỏa thuận chung nhằm đảm bảo rằng Thế vận hội dành cho người khuyết tật được tự động bao gồm trong quá trình vận động đăng cai Thế vận hội Mùa hè. Thỏa thuận này có hiệu lực từ Thế vận hội Mùa hè dành cho người khuyết tật 2008 ở Bắc Kinh, và Thế vận hội Mùa đông dành cho người khuyết tật 2010 ở Vancouver. Tuy nhiên, Ban tổ chức Salt Lake 2002 (SLOC), đã chọn phương thức "một cuộc vận động, một thành phố" tại Thế vận hội 2002 tại Thành phố Salt Lake, với một Ban tổ chức cho cả hai giải đấu, sau đó được Athens và Turin làm theo trong năm 2004 và 2006. Thỏa thuận này đã được điều chỉnh trong năm 2003. Một phần mở rộng đã được ký kết trong tháng 6 năm 2006.

## Vận động đăng cai Thế vận hội Mùa hè
| Thế vận hội    | Năm         | Thành phố ứng cử viên           | Thành phố ứng cử viên                                                                                                   | Thành phố xin đăng cai không là ứng cử viên                    | Phiên họp IOC                  |
| Thế vận hội    | Năm         | Thành phố chủ nhà               | Khác | Thành phố xin đăng cai không là ứng cử viên                    | Phiên họp IOC                  |
| -------------- | ----------- | ------------------------------- | --- | -------------------------------------------------------------- | ------------------------------ |
| I              | 1896        | Athens                          | duy nhất |                                                                | 1 Paris (23-06-1894)           |
| II             | 1900        | Paris                           | duy nhất |                                                                | 1 Paris (23-06-1894)           |
| III            | 1904        | Chicago ( St. Louis)            | duy nhất |                                                                | 4 Paris (22-05-1901)           |
| IV             | 1908        | Roma ( Luân Đôn)                | Berlin Milano |                                                                | 6 Luân Đôn (tháng 6 năm 1904)  |
| V              | 1912        | Stockholm                       | duy nhất |                                                                | 10 Berlin (27-05-1909)         |
| VI             | 1916        | Berlin                          | Alexandria Amsterdam Bruxelles Budapest Cleveland                                                                       |                                                                | 14 Stockholm (27-05-1912)      |
| VII            | 1920        | Antwerpen                       | Amsterdam Atlanta Budapest Cleveland La Habana Lyon Philadelphia                                                        |                                                                | 17 Lausanne (05-04-1919)       |
| VIII           | 1924        | Paris                           | Amsterdam Barcelona Los Angeles Praha Roma                                                                              |                                                                | 19 Lausanne (02-06-1921)       |
| IX             | 1928        | Amsterdam                       | Los Angeles |                                                                | 19 Lausanne (02-06-1921)       |
| X              | 1932        | Los Angeles                     | duy nhất |                                                                | 21 Roma (tháng 4 năm 1923)     |
| XI             | 1936        | Berlin                          | Alexandria Barcelona Budapest Buenos Aires Köln Dublin Frankfurt am Main Helsinki Lausanne Nürnberg Rio de Janeiro Roma |                                                                | 30 Lausanne (13-05-1931)       |
| XII            | 1940        | Tokyo Helsinki                  | duy nhất |                                                                | 35 Berlin (31-07-1936)         |
| XIII           | 1944        | Luân Đôn                        | Athens Budapest Detroit Helsinki Lausanne Montréal Roma                                                                 |                                                                | 38 Luân Đôn (09-06-1939)       |
| XIV            | 1948        | Luân Đôn                        | Baltimore Lausanne Los Angeles Minneapolis Philadelphia                                                                 |                                                                | 39 Lausanne (tháng 9 năm 1946) |
| XV             | 1952        | Helsinki                        | Amsterdam Chicago Detroit Los Angeles Minneapolis Philadelphia                                                          |                                                                | 40 Stockholm (21-06-1947)      |
| XVI            | 1956        | Melbourne Stockholm             | Buenos Aires Chicago Detroit Los Angeles Thành phố Mexico Minneapolis Philadelphia San Francisco                        |                                                                | 43 Roma (28-04-1949)           |
| XVII           | 1960        | Roma                            | Bruxelles Budapest Detroit Lausanne Thành phố Mexico Tokyo                                                              |                                                                | 50 Paris (15-06-1955)          |
| XVIII          | 1964        | Tokyo                           | Bruxelles Detroit Viên                                                                                                  |                                                                | 55 München (26-05-1959)        |
| XIX            | 1968        | Thành phố Mexico                | Buenos Aires Detroit Lyon                                                                                               |                                                                | 60 Baden-Baden (18-10-1963)    |
| XX             | 1972        | München                         | Detroit Madrid Montréal                                                                                                 |                                                                | 64 Roma (26-04-1966)           |
| XXI            | 1976        | Montréal                        | Los Angeles Moskva |                                                                | 69 Amsterdam (12-05-1970)      |
| XXII           | 1980        | Moskva                          | Los Angeles |                                                                | 75 Viên (23-10-1974)           |
| XXIII          | 1984        | Los Angeles                     | duy nhất |                                                                | 80 Athens (18-05-1978)         |
| XXIV           | 1988        | Seoul                           | Nagoya |                                                                | 84 Baden-Baden (30-09-1981)    |
| XXV            | 1992        | Barcelona                       | Amsterdam Beograd Birmingham Brisbane Paris                                                                             |                                                                | 91 Lausanne (17-10-1986)       |
| XXVI           | 1996        | Atlanta                         | Athens Beograd Manchester Melbourne Toronto                                                                             |                                                                | 96 Tokyo (18-09-1990)          |
| XXVII          | 2000        | Sydney                          | Bắc Kinh Berlin Istanbul Manchester                                                                                     | Milano Brasília Tashkent                                       | 101 Monte Carlo (23-09-1993)   |
| XXVIII         | 2004        | Athens                          | Buenos Aires Cape Town Roma Stockholm                                                                                   | Istanbul Lille Rio de Janeiro Sankt-Peterburg San Juan Sevilla | 106 Lausanne (05-09-1997)      |
| XXIX           | 2008        | Bắc Kinh                        | Istanbul Osaka Paris Toronto                                                                                            | Băng Cốc Cairo La Habana Kuala Lumpur Sevilla                  | 112 Moskva (13-07-2001)        |
| XXX            | 2012        | Luân Đôn                        | Madrid Moskva Thành phố New York Paris                                                                                  | La Habana Istanbul Leipzig Rio de Janeiro                      | 117 Singapore (06-07-2005)     |
| XXXI           | 2016        | Rio de Janeiro                  | Chicago Madrid Tokyo | Baku Doha Praha                                                | 121 Copenhagen (02-10-2009)    |
| XXXII          | 2020        | Tokyo                           | Istanbul Madrid | Roma Baku Doha                                                 | 125 Buenos Aires (07-09-2013)  |
| XXXIII & XXXIV | 2024 & 2028 | Paris (2024) Los Angeles (2028) | Los Angeles Paris | Boston Hamburg Roma Budapest                                   | 131 Lima (13-09-2017)          |
| XXXV           | 2032        | Brisbane                        | duy nhất |                                                                | 138 Tokyo (21-07-2021)         |

## Vận động đăng cai Thế vận hội Mùa đông
| Thế vận hội | Năm  | Thành phố ứng cử viên                     | Thành phố ứng cử viên                                                 | Thành phố xin đăng cai không là ứng cử viên | Phiên họp IOC                        |
| Thế vận hội | Năm  | Thành phố chủ nhà                         | Khác                                                                  | Thành phố xin đăng cai không là ứng cử viên | Phiên họp IOC                        |
| ----------- | ---- | ----------------------------------------- | --------------------------------------------------------------------- | ------------------------------------------- | ------------------------------------ |
| I           | 1924 | Chamonix                                  | duy nhất                                                              |                                             | 19 Lausanne (1921-06-02)             |
| II          | 1928 | St. Moritz                                | Davos Engelberg                                                       |                                             | 24 Lisboa (1926-05-06)               |
| III         | 1932 | Lake Placid                               | Bear Mountain Denver Duluth Minneapolis Montréal Oslo Yosemite Valley |                                             | 27 Lausanne (1929-04-10)             |
| IV          | 1936 | Garmisch-Partenkirchen                    | Montréal St. Moritz                                                   |                                             | 31 Viên (1933-06-07)                 |
|             | 1940 | Sapporo St. Moritz Garmisch-Partenkirchen | duy nhất                                                              |                                             | 36 Warszawa (1937-06-09)             |
|             | 1944 | Cortina d'Ampezzo                         | Montréal Oslo                                                         |                                             | 38 Luân Đôn (1939-06-09)             |
| V           | 1948 | St. Moritz                                | Lake Placid                                                           |                                             | 39 Lausanne (September, 1946)        |
| VI          | 1952 | Oslo                                      | Cortina d'Ampezzo Lake Placid                                         |                                             | 40 Stockholm (1947-06-21)            |
| VII         | 1956 | Cortina d'Ampezzo                         | Colorado Springs Lake Placid Montréal                                 |                                             | 43 Roma (1949-04-28)                 |
| VIII        | 1960 | Squaw Valley                              | Garmisch-Partenkirchen Innsbruck St. Moritz                           |                                             | 50 Paris (1955-06-16)                |
| IX          | 1964 | Innsbruck                                 | Calgary Lahti                                                         |                                             | 55 München (1959-05-26)              |
| X           | 1968 | Grenoble                                  | Calgary Lahti Lake Placid Oslo Sapporo                                |                                             | 61 Innsbruck (1964-01-28)            |
| XI          | 1972 | Sapporo                                   | Banff Lahti Thành phố Salt Lake                                       |                                             | 64 Roma (1966-04-26)                 |
| XII         | 1976 | Denver ( Innsbruck)                       | Sion Tampere Vancouver-Garibaldi                                      |                                             | 69 Amsterdam (1970-05-12)            |
| XIII        | 1980 | Lake Placid                               | Vancouver-Garibaldi                                                   |                                             | 75 Viên (1974-10-23)                 |
| XIV         | 1984 | Sarajevo                                  | Göteborg Sapporo                                                      |                                             | 80 Athens (1978-05-18)               |
| XV          | 1988 | Calgary                                   | Cortina d'Ampezzo Falun                                               |                                             | 84 Baden-Baden (1981-09-30)          |
| XVI         | 1992 | Albertville                               | Anchorage Berchtesgaden Cortina d'Ampezzo Falun Lillehammer Sofia     |                                             | 91 Lausanne (1986-10-17)             |
| XVII        | 1994 | Lillehammer                               | Anchorage Östersund Sofia                                             |                                             | 94 Seoul (1988-09-15)                |
| XVIII       | 1998 | Nagano                                    | Aosta Jaca Östersund Thành phố Salt Lake                              |                                             | 97 Birmingham (1991-06-15)           |
| XIX         | 2002 | Thành phố Salt Lake                       | Östersund Thành phố Québec Sion                                       | Graz Jaca Poprad-Tatry Sochi Tarvisio       | 104 Budapest (1995-06-16)            |
| XX          | 2006 | Torino                                    | Sion                                                                  | Helsinki Klagenfurt Poprad-Tatry Zakopane   | 109 Seoul (1999-06-19)               |
| XXI         | 2010 | Vancouver                                 | Bern Pyeongchang Salzburg                                             | Andorra la Vella Cáp Nhĩ Tân Jaca Sarajevo  | 115 Praha (2003-07-02)               |
| XXII        | 2014 | Sochi                                     | Pyeongchang Salzburg                                                  | Almaty Borjomi Jaca Sofia                   | 119 Thành phố Guatemala (2007-07-04) |
| XXIII       | 2018 | Pyeongchang                               | Annecy München                                                        |                                             | 123 Durban (2011-07-06)              |
| XXIV        | 2022 | Bắc Kinh                                  | Almaty                                                                | Oslo Krakow Lviv Stockholm                  | 128 Kuala Lumpur (2015-07-31)        |
| XXV         | 2026 | Milano và Cortina d'Ampezzo               | Stockholm và Åre                                                      | Calgary Graz Sapporo Sion Erzurum           | 134 Lausanne (2019-06-24)            |
| XXVI        | 2030 | TBA                                       | Vancouver Barcelona Sapporo Thành phố Salt Lake                       |                                             | 141 Mumbai (2023)                    |

## Vận động đăng cai Thế vận hội trẻ Mùa hè
| Thế vận hội | Năm  | Thành phố ứng cử viên | Thành phố ứng cử viên | Thành phố xin đăng cai không là ứng cử viên                               | Phiên họp IOC                                  |
| Thế vận hội | Năm  | Thành phố chủ nhà     | Khác                  | Thành phố xin đăng cai không là ứng cử viên                               | Phiên họp IOC                                  |
| ----------- | ---- | --------------------- | --------------------- | ------------------------------------------------------------------------- | ---------------------------------------------- |
| I           | 2010 | Singapore             | Moskva                | Bắc Kinh Băng Cốc Debrecen Thành phố Guatemala Kuala Lumpur Poznań Torino | gửi phiếu bầu (2008-02-21)                     |
| II          | 2014 | Nam Kinh              | Poznań Guadalajara    | Jakarta                                                                   | 122 Vancouver (2010-02-10)                     |
| III         | 2018 | Buenos Aires          | Glasgow Medellin      | Guadalajara Poznań Rotterdam                                              | Phiên họp IOC bất thường Lausanne (2013-07-04) |
| IV          | 2026 | Dakar                 |                       | Abuja Gaborone Tunis                                                      | 133 Buenos Aires (2018-08-10)                  |
| V           | 2030 | TBA                   | Băng Cốc và Chonburi  |                                                                           |                                                |

## Vận động đăng cai Thế vận hội trẻ Mùa đông
| Thế vận hội | Năm  | Thành phố ứng cử viên | Thành phố ứng cử viên | Thành phố xin đăng cai không là ứng cử viên | Phiên họp IOC                 |
| Thế vận hội | Năm  | Thành phố chủ nhà     | Khác                  | Thành phố xin đăng cai không là ứng cử viên | Phiên họp IOC                 |
| ----------- | ---- | --------------------- | --------------------- | ------------------------------------------- | ----------------------------- |
| I           | 2012 | Innsbruck             | Kuopio                | Cáp Nhĩ Tân Lillehammer                     | gửi phiếu bầu (2008-12-12)    |
| II          | 2016 | Lillehammer           |                       |                                             | gửi phiếu bầu (2011-12-07)    |
| III         | 2020 | Lausanne              | Brasov                |                                             | 128 Kuala Lumpur (2015-07-31) |
| IV          | 2024 | Gangwon               |                       |                                             | 128 Lausanne (2020-10-01)     |

## Tổng số lần vận động đăng cai Thế vận hội Mùa hè
| Quốc gia     | Thành phố          | Lần vận động đăng cai                                           | Chủ nhà                    |
| ------------ | ------------------ | --------------------------------------------------------------- | -------------------------- |
| Hy Lạp       | Athens             | 4 (1896, 1944, 1996, 2004)                                      | 2 (1896, 2004)             |
| Pháp         | Paris              | 6 (1900, 1924, 1992, 2008, 2012, 2024)                          | 3 (1900, 1924, 2024)       |
| Hoa Kỳ       | Chicago            | 4 (1904, 1952, 1956, 2016)                                      |                            |
| Hoa Kỳ       | St. Louis          | 1 (1904)                                                        | 1 (1904)                   |
| Đức          | Berlin             | 4 (1908, 1916, 1936, 2000)                                      | 2 (1916, 1936)             |
| Anh Quốc     | Luân Đôn           | 4 (1908, 1944, 1948, 2012)                                      | 4 (1908, 1944, 1948, 2012) |
| Ý            | Milano             | 2 (1908, 2000)                                                  |                            |
| Ý            | Roma               | 8 (1908, 1924, 1936, 1944, 1960, 2004, 2020, 2024)              | 2 (1908, 1960)             |
| Thụy Điển    | Stockholm          | 3 (1912, 1956, 2004)                                            | 2 (1912, 1956)             |
| Ai Cập       | Alexandria         | 2 (1916, 1936)                                                  |                            |
| Hà Lan       | Amsterdam          | 6 (1916, 1920, 1924, 1928, 1952, 1992)                          | 1 (1928)                   |
| Bỉ           | Bruxelles          | 3 (1916, 1960, 1964)                                            |                            |
| Hungary      | Budapest           | 6 (1916, 1920, 1936, 1944, 1960, 2024)                          |                            |
| Hoa Kỳ       | Cleveland          | 2 (1916, 1920)                                                  |                            |
| Hoa Kỳ       | Atlanta            | 2 (1920, 1996)                                                  | 1 (1996)                   |
| Bỉ           | Antwerpen          | 1 (1920)                                                        | 1 (1920)                   |
| Cuba         | La Habana          | 3 (1920, 2008, 2012)                                            |                            |
| Pháp         | Lyon               | 2 (1920, 1968)                                                  |                            |
| Hoa Kỳ       | Philadelphia       | 4 (1920, 1948, 1952, 1956)                                      |                            |
| Tây Ban Nha  | Barcelona          | 3 (1924, 1936, 1992)                                            | 1 (1992)                   |
| Hoa Kỳ       | Los Angeles        | 10 (1924, 1928, 1932, 1948, 1952, 1956, 1976, 1980, 1984, 2024) | 2 (1932, 1984)             |
| Cộng hòa Séc | Praha              | 2 (1924, 2016)                                                  |                            |
| Argentina    | Buenos Aires       | 4 (1936, 1956, 1968, 2004)                                      |                            |
| Đức          | Köln               | 1 (1936)                                                        |                            |
| Đức          | Nürnberg           | 1 (1936)                                                        |                            |
| Thụy Sĩ      | Lausanne           | 4 (1936, 1944, 1948, 1960)                                      |                            |
| Brazil       | Rio de Janeiro     | 4 (1936, 2004, 2012, 2016)                                      | 1 (2016)                   |
| Phần Lan     | Helsinki           | 4 (1936, 1940, 1944, 1952)                                      | 2 (1940, 1952)             |
| Ireland      | Dublin             | 1 (1936)                                                        |                            |
| Đức          | Frankfurt am Main  | 1 (1936)                                                        |                            |
| Nhật Bản     | Tokyo              | 5 (1940, 1960, 1964, 2016, 2020)                                | 3 (1940, 1964, 2020)       |
| Hoa Kỳ       | Detroit            | 7 (1944, 1952, 1956, 1960, 1964, 1968, 1972)                    |                            |
| Canada       | Montréal           | 3 (1944, 1972, 1976)                                            | 1 (1976)                   |
| Hoa Kỳ       | Minneapolis        | 3 (1948, 1952, 1956)                                            |                            |
| Hoa Kỳ       | Baltimore          | 1 (1948)                                                        |                            |
| Mexico       | Thành phố Mexico   | 3 (1956, 1960, 1968)                                            | 1 (1968)                   |
| Úc           | Melbourne          | 2 (1956, 1996)                                                  | 1 (1956)                   |
| Hoa Kỳ       | San Francisco      | 1 (1956)                                                        |                            |
| Áo           | Viên               | 1 (1964)                                                        |                            |
| Đức          | München            | 1 (1972)                                                        | 1 (1972)                   |
| Tây Ban Nha  | Madrid             | 4 (1972, 2012, 2016, 2020)                                      |                            |
| Nga          | Moskva             | 3 (1976, 1980, 2012)                                            | 1 (1980)                   |
| Hàn Quốc     | Seoul              | 1 (1988)                                                        | 1 (1988)                   |
| Nhật Bản     | Nagoya             | 1 (1988)                                                        |                            |
| Anh Quốc     | Birmingham         | 1 (1992)                                                        |                            |
| Serbia       | Beograd            | 2 (1992, 1996)                                                  |                            |
| Úc           | Brisbane           | 1 (1992)                                                        |                            |
| Anh Quốc     | Manchester         | 2 (1996, 2000)                                                  |                            |
| Canada       | Toronto            | 2 (1996, 2008)                                                  |                            |
| Trung Quốc   | Bắc Kinh           | 2 (2000, 2008)                                                  | 1 (2008)                   |
| Thổ Nhĩ Kỳ   | Istanbul           | 5 (2000, 2004, 2008, 2012, 2020)                                |                            |
| Úc           | Sydney             | 1 (2000)                                                        | 1 (2000)                   |
| Brazil       | Brasília           | 1 (2000)                                                        |                            |
| Uzbekistan   | Tashkent           | 1 (2000)                                                        |                            |
| Nam Phi      | Cape Town          | 1 (2004)                                                        |                            |
| Pháp         | Lille              | 1 (2004)                                                        |                            |
| Nga          | Sankt-Peterburg    | 1 (2004)                                                        |                            |
| Puerto Rico  | San Juan           | 1 (2004)                                                        |                            |
| Tây Ban Nha  | Sevilla            | 2 (2004, 2008)                                                  |                            |
| Nhật Bản     | Osaka              | 1 (2008)                                                        |                            |
| Thái Lan     | Băng Cốc           | 1 (2008)                                                        |                            |
| Ai Cập       | Cairo              | 1 (2008)                                                        |                            |
| Malaysia     | Kuala Lumpur       | 1 (2008)                                                        |                            |
| Hoa Kỳ       | Thành phố New York | 1 (2012)                                                        |                            |
| Đức          | Leipzig            | 1 (2012)                                                        |                            |
| Azerbaijan   | Baku               | 2 (2016, 2020)                                                  |                            |
| Qatar        | Doha               | 2 (2016, 2020)                                                  |                            |
| Hoa Kỳ       | Boston             | 1 (2024)                                                        |                            |
| Đức          | Hamburg            | 1 (2024)                                                        |                            |

### Tổng số lần theo quốc gia
| Quốc gia     | Số lần | Năm |
| ------------ | ------ | --- |
| Argentina    | 4      | (1936, 1956, 1968, 2004) |
| Úc           | 6      | (1956, 1992, 1996, 2000, 2024, 2032) |
| Áo           | 1      | (1964) |
| Azerbaijan   | 2      | (2016, 2020) |
| Bỉ           | 4      | (1916, 1920, 1960, 1964) |
| Brazil       | 5      | (1936, 2000, 2004, 2012, 2016) |
| Canada       | 5      | (1944, 1972, 1976, 1996, 2008) |
| Cuba         | 3      | (1920, 2008, 2012) |
| Trung Quốc   | 2      | (2000, 2008) |
| Cộng hòa Séc | 2      | (1924, 2016) |
| Ai Cập       | 3      | (1916, 1936, 2008) |
| Phần Lan     | 4      | (1936, 1940, 1944, 1952) |
| Pháp         | 9      | (1900, 1920, 1924, 1968, 1992, 2004, 2008, 2012, 2024)                                                                                                  |
| Đức          | 10     | (1908, 1916, 1936 (x4), 1972, 2000, 2012, 2024) |
| Hy Lạp       | 4      | (1896, 1944, 1996, 2004) |
| Hungary      | 6      | (1916, 1920, 1936, 1944, 1960, 2024) |
| Ireland      | 1      | (1936) |
| Ý            | 10     | (1908 (x2), 1924, 1936, 1944, 1960, 2000, 2004, 2020, 2024)                                                                                             |
| Nhật Bản     | 7      | (1940, 1960, 1964, 1988, 2008, 2016, 2020) |
| Malaysia     | 1      | (2008) |
| Mexico       | 3      | (1956, 1960, 1968) |
| Hà Lan       | 6      | (1916, 1920, 1924, 1928, 1952, 1992) |
| Puerto Rico  | 1      | (2004) |
| Qatar        | 2      | (2016, 2020) |
| Nga          | 4      | (1976, 1980, 2004, 2012) |
| Serbia       | 2      | (1992, 1996) |
| Nam Phi      | 1      | (2004) |
| Hàn Quốc     | 1      | (1988) |
| Tây Ban Nha  | 9      | (1924, 1936, 1972, 1992, 2004, 2008, 2012, 2016, 2020)                                                                                                  |
| Thụy Điển    | 3      | (1912, 1956, 2004) |
| Thụy Sĩ      | 4      | (1936, 1944, 1948, 1960) |
| Thái Lan     | 1      | (2008) |
| Thổ Nhĩ Kỳ   | 5      | (2000, 2004, 2008, 2012, 2020) |
| Anh Quốc     | 7      | (1908, 1944, 1948, 1992, 1996, 2000, 2012) |
| Hoa Kỳ       | 38     | (1904 (x2), 1916, 1920 (x3), 1924, 1928, 1932, 1944 (x4), 1952 (x5), 1956 (x6), 1960, 1964, 1968, 1972, 1976, 1980, 1984, 1996, 2012, 2016, 2024, 2028) |
| Uzbekistan   | 1      | (2000) |

## Tổng số lần vận động đăng cai Thế vận hội Mùa đông
| Quốc gia              | Thành phố              | Lần vận động đăng cai                  |
| --------------------- | ---------------------- | -------------------------------------- |
| Pháp                  | Chamonix               | 1 (1924)                               |
| Thụy Sĩ               | St. Moritz             | 5 (1928, 1936, 1940, 1948, 1960)       |
| Thụy Sĩ               | Davos                  | 1 (1928)                               |
| Thụy Sĩ               | Engelberg              | 1 (1928)                               |
| Hoa Kỳ                | Lake Placid            | 6 (1932, 1948, 1952, 1956, 1968, 1980) |
| Hoa Kỳ                | Bear Mountain          | 1 (1932)                               |
| Hoa Kỳ                | Denver                 | 2 (1932, 1976)                         |
| Hoa Kỳ                | Duluth                 | 1 (1932)                               |
| Hoa Kỳ                | Minneapolis            | 1 (1932)                               |
| Canada                | Montréal               | 4 (1932, 1936, 1944, 1956)             |
| Na Uy                 | Oslo                   | 5 (1932, 1944, 1952, 1968, 2022)       |
| Hoa Kỳ                | Yosemite Valley        | 1 (1932)                               |
| Đức                   | Garmisch-Partenkirchen | 3 (1936, 1940, 1960)                   |
| Nhật Bản              | Sapporo                | 6 (1940, 1968, 1972, 1984, 2026, 2030) |
| Ý                     | Cortina d'Ampezzo      | 6 (1944, 1952, 1956, 1988, 1992, 2026) |
| Hoa Kỳ                | Colorado Springs       | 1 (1956)                               |
| Hoa Kỳ                | Squaw Valley           | 1 (1960)                               |
| Áo                    | Innsbruck              | 3 (1960, 1964, 1976)                   |
| Canada                | Calgary                | 4 (1964, 1968, 1988, 2026)             |
| Phần Lan              | Lahti                  | 3 (1964, 1968, 1972)                   |
| Pháp                  | Grenoble               | 1 (1968)                               |
| Canada                | Banff                  | 1 (1972)                               |
| Hoa Kỳ                | Thành phố Salt Lake    | 4 (1972, 1998, 2002, 2030)             |
| Thụy Sĩ               | Sion                   | 4 (1976, 2002, 2006, 2026)             |
| Phần Lan              | Tampere                | 1 (1976)                               |
| Canada                | Vancouver              | 4 (1976, 1980, 2010, 2030)             |
| Bosnia và Herzegovina | Sarajevo               | 2 (1984, 2010)                         |
| Thụy Điển             | Göteborg               | 1 (1984)                               |
| Thụy Điển             | Falun                  | 2 (1988, 1992)                         |
| Pháp                  | Albertville            | 1 (1992)                               |
| Hoa Kỳ                | Anchorage              | 2 (1992, 1994)                         |
| Đức                   | Berchtesgaden          | 1 (1992)                               |
| Na Uy                 | Lillehammer            | 2 (1992, 1994)                         |
| Bulgaria              | Sofia                  | 3 (1992, 1994, 2014)                   |
| Thụy Điển             | Östersund              | 3 (1994, 1998, 2002)                   |
| Nhật Bản              | Nagano                 | 1 (1998)                               |
| Ý                     | Aosta                  | 1 (1998)                               |
| Tây Ban Nha           | Jaca                   | 4 (1998, 2002, 2010, 2014)             |
| Canada                | Quebec City            | 1 (2002)                               |
| Áo                    | Graz                   | 1 (2002)                               |
| Slovakia              | Poprad                 | 2 (2002, 2006)                         |
| Nga                   | Sochi                  | 2 (2002, 2014)                         |
| Ý                     | Tarvisio               | 1 (2002)                               |
| Ý                     | Torino                 | 1 (2006)                               |
| Phần Lan              | Helsinki               | 1 (2006)                               |
| Áo                    | Klagenfurt             | 1 (2006)                               |
| Ba Lan                | Zakopane               | 1 (2006)                               |
| Thụy Sĩ               | Bern                   | 1 (2010)                               |
| Hàn Quốc              | Pyeongchang            | 3 (2010, 2014, 2018)                   |
| Áo                    | Salzburg               | 2 (2010, 2014)                         |
| Andorra               | Andorra la Vella       | 1 (2010)                               |
| Trung Quốc            | Cáp Nhĩ Tân            | 1 (2010)                               |
| Kazakhstan            | Almaty                 | 2 (2014, 2022)                         |
| Gruzia                | Borjomi                | 1 (2014)                               |
| Pháp                  | Annecy                 | 1 (2018)                               |
| Đức                   | München                | 1 (2018)                               |
| Ukraine               | Lviv                   | 1 (2022)                               |
| Trung Quốc            | Bắc Kinh               | 1 (2022)                               |
| Ba Lan                | Kraków                 | 1 (2022)                               |
| Ý                     | Milano                 | 1 (2026)                               |
| Thụy Điển             | Stockholm              | 2 (2022, 2026)                         |
| Thụy Điển             | Åre                    | 1 (2026)                               |
| Thổ Nhĩ Kỳ            | Erzurum                | 1 (2026)                               |
| Tây Ban Nha           | Barcelona              | 1 (2030)                               |

### Tổng số lần theo quốc gia
| Quốc gia              | Số lần | Năm                                                                                            |
| --------------------- | ------ | ---------------------------------------------------------------------------------------------- |
| Andorra               | 1      | (2010)                                                                                         |
| Áo                    | 8      | (1960, 1964, 1976, 2002, 2006, 2010, 2014, 2026)                                               |
| Bosnia và Herzegovina | 2      | (1984, 2010)                                                                                   |
| Bulgaria              | 3      | (1992, 1994, 2014)                                                                             |
| Canada                | 14     | (1932, 1936, 1944, 1956, 1964, 1968, 1972, 1976, 1980, 1988, 2002, 2010, 2026, 2030)           |
| Trung Quốc            | 2      | (2010, 2022)                                                                                   |
| Phần Lan              | 5      | (1964, 1968, 1972, 1976, 2006)                                                                 |
| Pháp                  | 4      | (1924, 1968, 1992, 2018)                                                                       |
| Gruzia                | 1      | (2014)                                                                                         |
| Đức                   | 5      | (1936, 1940, 1960, 1992, 2018)                                                                 |
| Ý                     | 9      | (1944, 1952, 1956, 1988, 1992, 1998, 2002, 2006, 2026)                                         |
| Nhật Bản              | 7      | (1940, 1968, 1972, 1984, 1998, 2026, 2030)                                                     |
| Kazakhstan            | 2      | (2014, 2022)                                                                                   |
| Na Uy                 | 7      | (1932, 1944, 1952, 1968, 1992, 1994, 2022)                                                     |
| Ba Lan                | 2      | (2006, 2022)                                                                                   |
| Nga                   | 2      | (2002, 2014)                                                                                   |
| Slovakia              | 2      | (2002, 2006)                                                                                   |
| Hàn Quốc              | 3      | (2010, 2014, 2018)                                                                             |
| Tây Ban Nha           | 5      | (1998, 2002, 2010, 2014, 2030)                                                                 |
| Thụy Điển             | 8      | (1984, 1988, 1992, 1994, 1998, 2002, 2022, 2026)                                               |
| Thụy Sĩ               | 12     | (1928 (x3), 1936, 1940, 1948, 1960, 1976, 2002, 2006, 2010, 2026)                              |
| Thổ Nhĩ Kỳ            | 1      | (2026)                                                                                         |
| Ukraine               | 1      | (2022)                                                                                         |
| Hoa Kỳ                | 20     | (1932 (x6), 1948, 1952, 1956 (x2), 1960, 1968, 1972, 1976, 1980, 1992, 1994, 1998, 2002, 2030) |

## Tổng số lần vận động đăng cai Thế vận hội trẻ Mùa hè
| Quốc gia   | Thành phố           | Lần vận động đăng cai |
| ---------- | ------------------- | --------------------- |
| Singapore  | Singapore           | 1 (2010)              |
| Nga        | Moskva              | 1 (2010)              |
| Hy Lạp     | Athens              | 1 (2010)              |
| Thái Lan   | Băng Cốc            | 2 (2010, 2030)        |
| Ý          | Torino              | 1 (2010)              |
| Hungary    | Debrecen            | 1 (2010)              |
| Guatemala  | Thành phố Guatemala | 1 (2010)              |
| Malaysia   | Kuala Lumpur        | 1 (2010)              |
| Ba Lan     | Poznań              | 3 (2010, 2014, 2018)  |
| Trung Quốc | Nam Kinh            | 1 (2014)              |
| Mexico     | Guadalajara         | 2 (2014, 2018)        |
| Indonesia  | Jakarta             | 1 (2014)              |
| Argentina  | Buenos Aires        | 1 (2018)              |
| Anh Quốc   | Glasgow             | 1 (2018)              |
| Colombia   | Medellín            | 1 (2018)              |
| Hà Lan     | Rotterdam           | 1 (2018)              |
| Botswana   | Gaborone            | 1 (2026)              |
| Nigeria    | Abuja               | 1 (2026)              |
| Sénégal    | Dakar               | 1 (2026)              |
| Tunisia    | Tunis               | 1 (2026)              |
| Thái Lan   | Chonburi            | 1 (2030)              |

## Tổng số lần vận động đăng cai Thế vận hội trẻ Mùa đông
| Quốc gia   | Thành phố   | Lần vận động đăng cai |
| ---------- | ----------- | --------------------- |
| Áo         | Innsbruck   | 1 (2012)              |
| Phần Lan   | Kuopio      | 1 (2012)              |
| Trung Quốc | Cáp Nhĩ Tân | 1 (2012)              |
| Na Uy      | Lillehammer | 2 (2012, 2016)        |
| Thụy Sĩ    | Lausanne    | 1 (2020)              |
| Romania    | Brasov      | 1 (2020)              |
| Hàn Quốc   | Gangwon     | 1 (2024)              |

## Tổng số lần vận động đăng cai

### Thế vận hội
| Quốc gia              | Số lần | Chi tiết                 |
| --------------------- | ------ | ------------------------ |
| Andorra               | 1      | (1 Mùa đông)             |
| Argentina             | 4      | (4 Mùa hè)               |
| Úc                    | 4      | (4 Mùa hè)               |
| Áo                    | 9      | (1 Mùa hè, 8 Mùa đông)   |
| Azerbaijan            | 2      | (2 Mùa hè)               |
| Bỉ                    | 4      | (4 Mùa hè)               |
| Bosnia và Herzegovina | 2      | (2 Mùa đông)             |
| Brazil                | 5      | (5 Mùa hè)               |
| Bulgaria              | 3      | (3 Mùa đông)             |
| Canada                | 19     | (5 Mùa hè, 14 Mùa đông)  |
| Trung Quốc            | 4      | (2 Mùa hè, 2 Mùa đông)   |
| Cuba                  | 3      | (3 Mùa hè)               |
| Cộng hòa Séc          | 2      | (2 Mùa hè)               |
| Ai Cập                | 3      | (3 Mùa hè)               |
| Phần Lan              | 9      | (4 Mùa hè, 5 Mùa đông)   |
| Pháp                  | 12     | (8 Mùa hè, 4 Mùa đông)   |
| Gruzia                | 1      | (1 Mùa đông)             |
| Đức                   | 14     | (9 Mùa hè, 5 Mùa đông)   |
| Hy Lạp                | 4      | (4 Mùa hè)               |
| Hungary               | 5      | (5 Mùa hè)               |
| Ireland               | 1      | (1 Mùa hè)               |
| Ý                     | 18     | (9 Mùa hè, 9 Mùa đông)   |
| Nhật Bản              | 14     | (7 Mùa hè, 7 Mùa đông)   |
| Kazakhstan            | 2      | (2 Mùa đông)             |
| Malaysia              | 1      | (1 Mùa hè)               |
| Mexico                | 3      | (3 Mùa hè)               |
| Hà Lan                | 6      | (6 Mùa hè)               |
| Na Uy                 | 6      | (6 Mùa đông)             |
| Ba Lan                | 2      | (2 Mùa đông)             |
| Puerto Rico           | 1      | (1 Mùa hè)               |
| Qatar                 | 2      | (2 Mùa hè)               |
| Nga                   | 6      | (4 Mùa hè, 2 Mùa đông)   |
| Serbia                | 2      | (2 Mùa hè)               |
| Slovakia              | 2      | (2 Mùa đông)             |
| Nam Phi               | 1      | (1 Mùa hè)               |
| Hàn Quốc              | 4      | (1 Mùa hè, 3 Mùa đông)   |
| Tây Ban Nha           | 14     | (9 Mùa hè, 5 Mùa đông)   |
| Thụy Điển             | 10     | (3 Mùa hè, 7 Mùa đông)   |
| Thụy Sĩ               | 16     | (4 Mùa hè, 12 Mùa đông)  |
| Thái Lan              | 1      | (1 Mùa hè)               |
| Thổ Nhĩ Kỳ            | 6      | (5 Mùa hè, 1 Mùa đông)   |
| Ukraine               | 1      | (1 Mùa đông)             |
| Anh Quốc              | 7      | (7 Mùa hè)               |
| Hoa Kỳ                | 58     | (38 Mùa hè, 20 Mùa đông) |
| Uzbekistan            | 1      | (1 Mùa hè)               |

### Thế vận hội trẻ
| Quốc gia   | Số lần                   |
| ---------- | ------------------------ |
| Argentina  | 1 (1 Mùa hè)             |
| Áo         | 1 (1 Mùa đông)           |
| Trung Quốc | 2 (1 Mùa hè, 1 Mùa đông) |
| Colombia   | 1 (1 Mùa hè)             |
| Phần Lan   | 1 (1 Mùa đông)           |
| Anh Quốc   | 1 (1 Mùa hè)             |
| Hy Lạp     | 1 (1 Mùa hè)             |
| Guatemala  | 1 (1 Mùa hè)             |
| Hungary    | 1 (1 Mùa hè)             |
| Indonesia  | 1 (1 Mùa hè)             |
| Ý          | 1 (1 Mùa hè)             |
| Hàn Quốc   | 1 (1 Mùa đông)           |
| Malaysia   | 1 (1 Mùa hè)             |
| Mexico     | 2 (2 Mùa hè)             |
| Hà Lan     | 1 (1 Mùa hè)             |
| Nigeria    | 1 (1 Mùa hè)             |
| Na Uy      | 1 (1 Mùa đông)           |
| Ba Lan     | 3 (3 Mùa hè)             |
| Romania    | 1 (1 Mùa đông)           |
| Nga        | 1 (1 Mùa hè)             |
| Sénégal    | 1 (1 Mùa hè)             |
| Singapore  | 1 (1 Mùa hè)             |
| Thụy Sĩ    | 1 (1 Mùa đông)           |
| Thái Lan   | 2 (2 Mùa hè)             |
| Tunisia    | 1 (1 Mùa hè)             |

## Thống kê
- Luân Đôn là thành phố duy nhất có hơn một lần vận động đều thành công.
- Detroit là thành phố vận động đăng cai nhiều nhất nhưng chưa một lần giành quyền đăng cai.
- Hungary có nhiều lần vận động đăng cai Thế vận hội Mùa hè nhất nhưng chưa một lần giành quyền đăng cai.
- Thụy Điển có nhiều lần vận động đăng cai Thế vận hội Mùa đông nhất nhưng chưa một lần giành quyền đăng cai.